# Onze-Lieve-Vrouw van Meuleschettekapel
Onze-Lieve-Vrouw van Meuleschettekapel ook wel kort De Meuleschettekapel is een kapel gelokaliseerd aan de Dirk Martensstraat te Aalst, ze werd ontworpen door Jules Goethals in 1894. De nabijgelegen halte door De Lijn is vernoemd naar deze kapel; de halte heet Meuleschettekapel.

## Geschiedenis
Oorspronkelijk stond voor de huidige kapel, een andere kapel. Deze werd eerst gebouwd in 1668 doch werd afgebroken in 1697. Voorheen bevond zich (mogelijk) de Kapel van Onze-Lieve-Vrouw ten Riemen; deze toebehorend aan de Catharinisten. De huidige kapel werd gebouwd in het jaar 1894, naar een ontwerp van Jules Goethals. De kapel heeft een omringend tuintje met een gietijzeren hek.
De naam Meuleschette (te Molenschette) komt reeds voor in 1313, en verwijst naar een watermolen op de Siesegembeek.
Sinds 1978 geldt de kapel als onroerend erfgoed van Vlaanderen. Deze werd de laatste keer vernieuwd op 20-06-2023.

### Beschrijving kapel
Een achthoekige plattegrond met een geknikt tentdak (een leien tentdak) met een lantaarn en een rechthoekig portaaltje onder het zadeldak. De structuur is gebouwd van baksteen op een natuurstenen plint, en wordt omlijnd door een bakstenen rondboogfries en tandlijst. De ingang heeft een segmentboogdeur onder een druiplijst. Er zijn afwisselend rondboogvensters met een afgeschuinde plint en oculus.

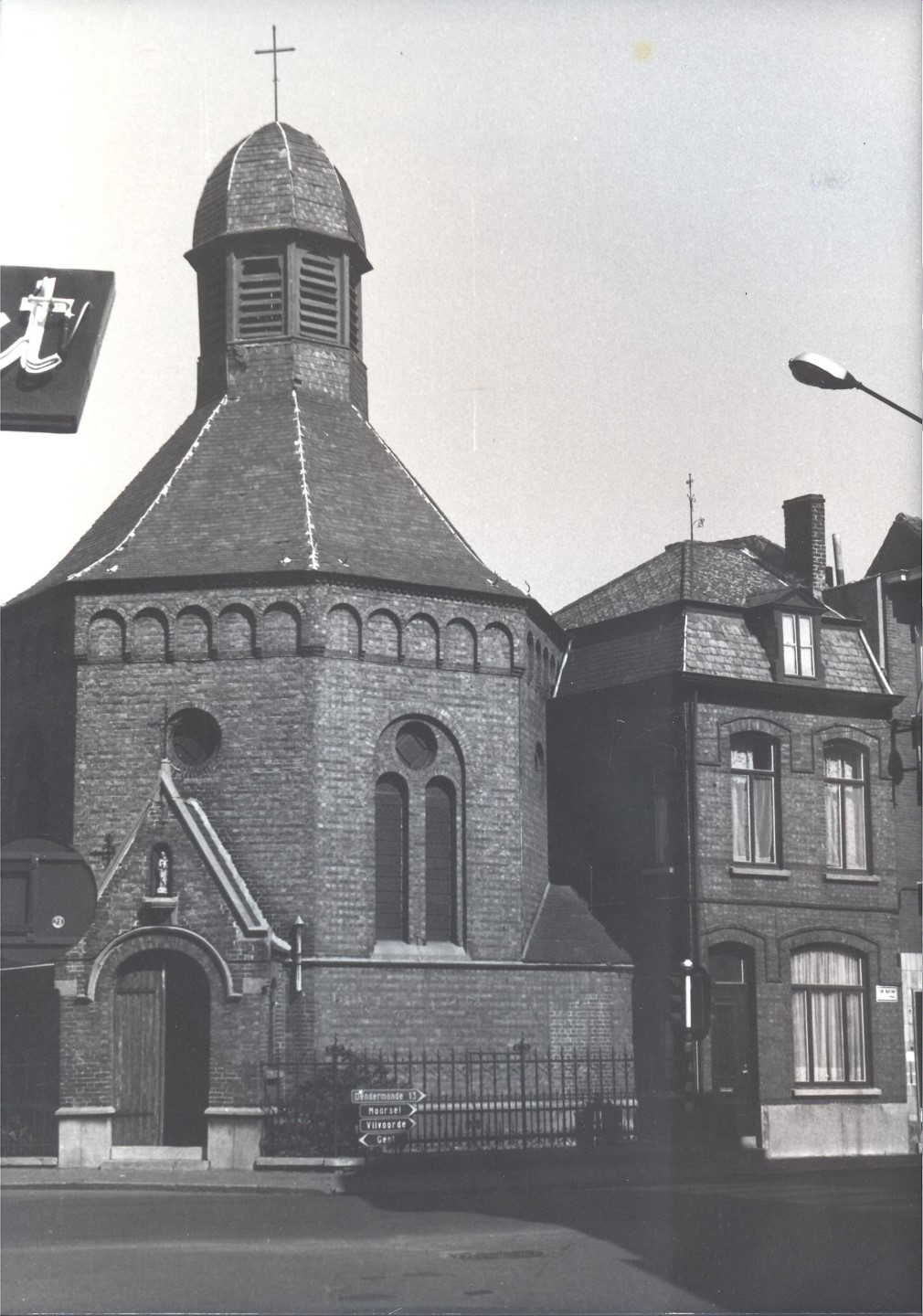
De Meuleschettekapel in 1978
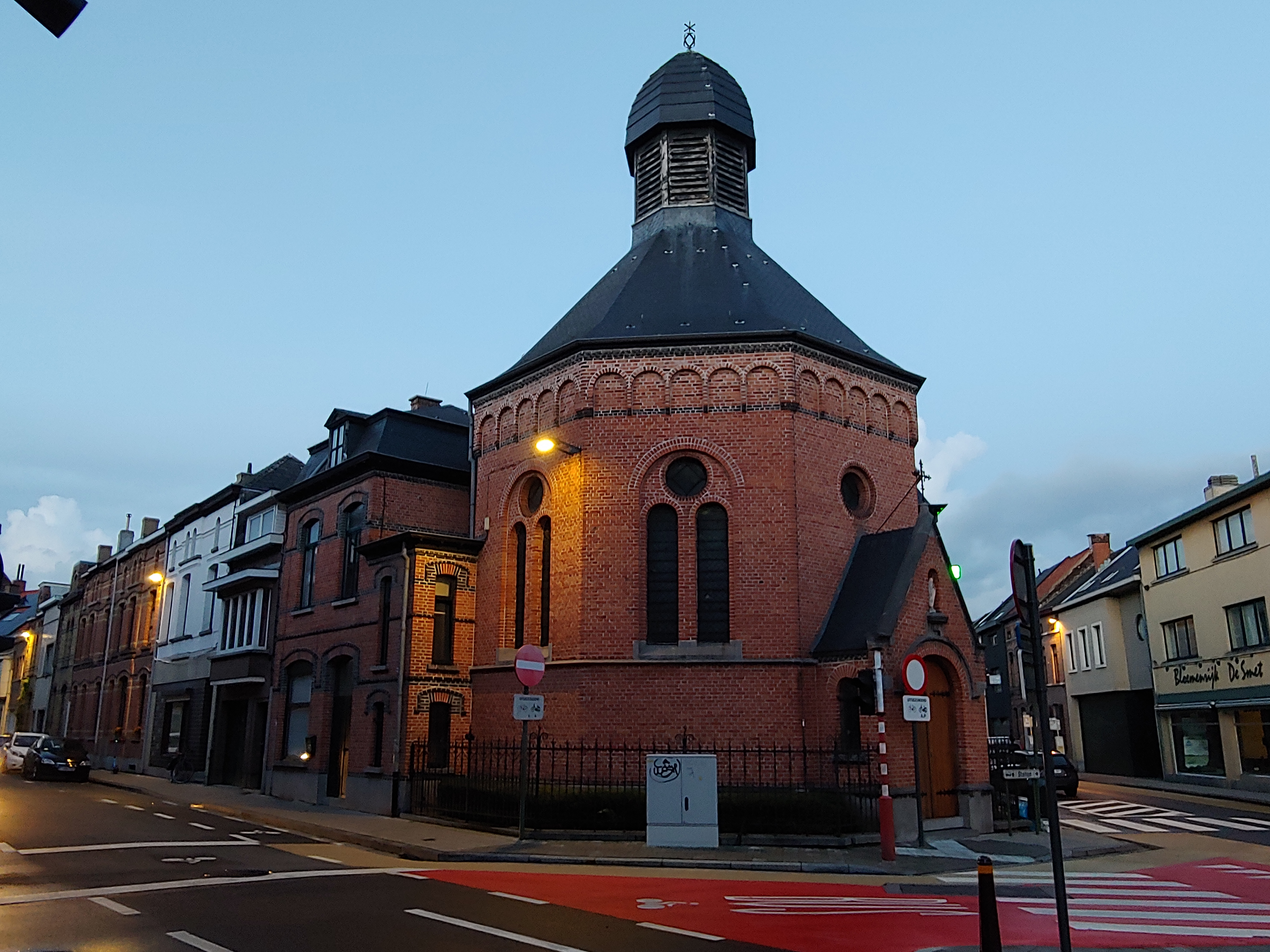
November 2021
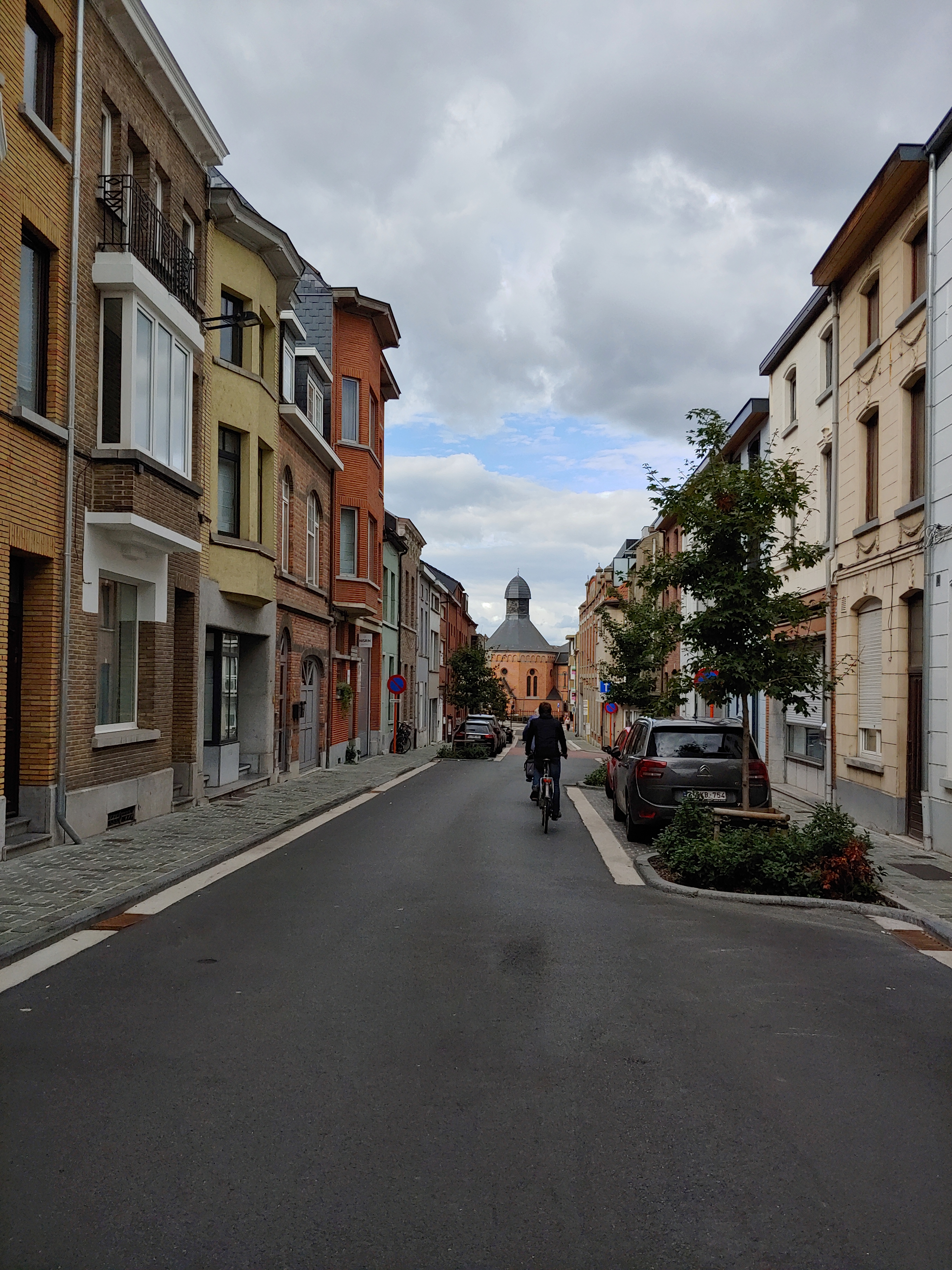
Gezien op een afstand
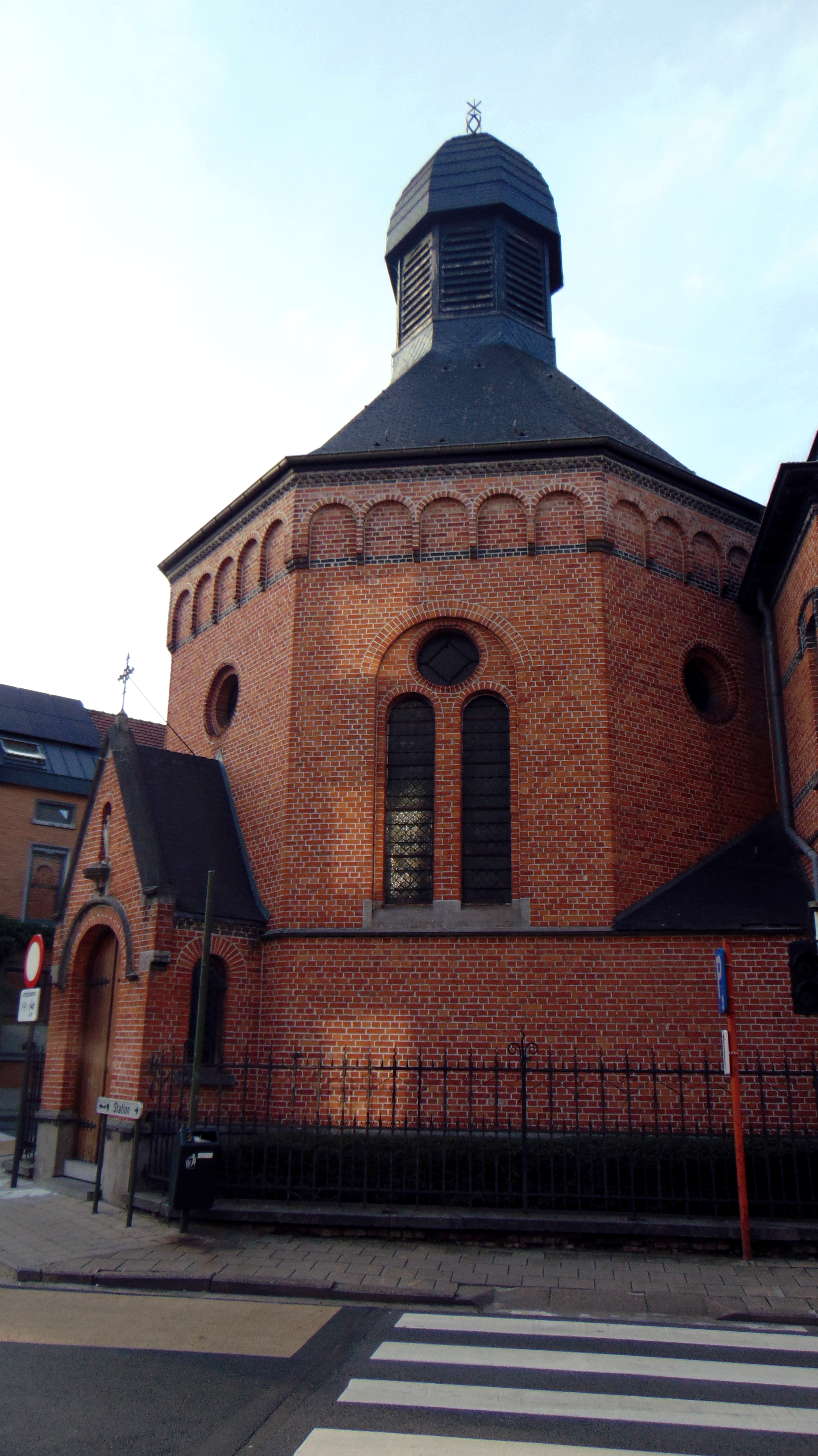
Oktober 2022
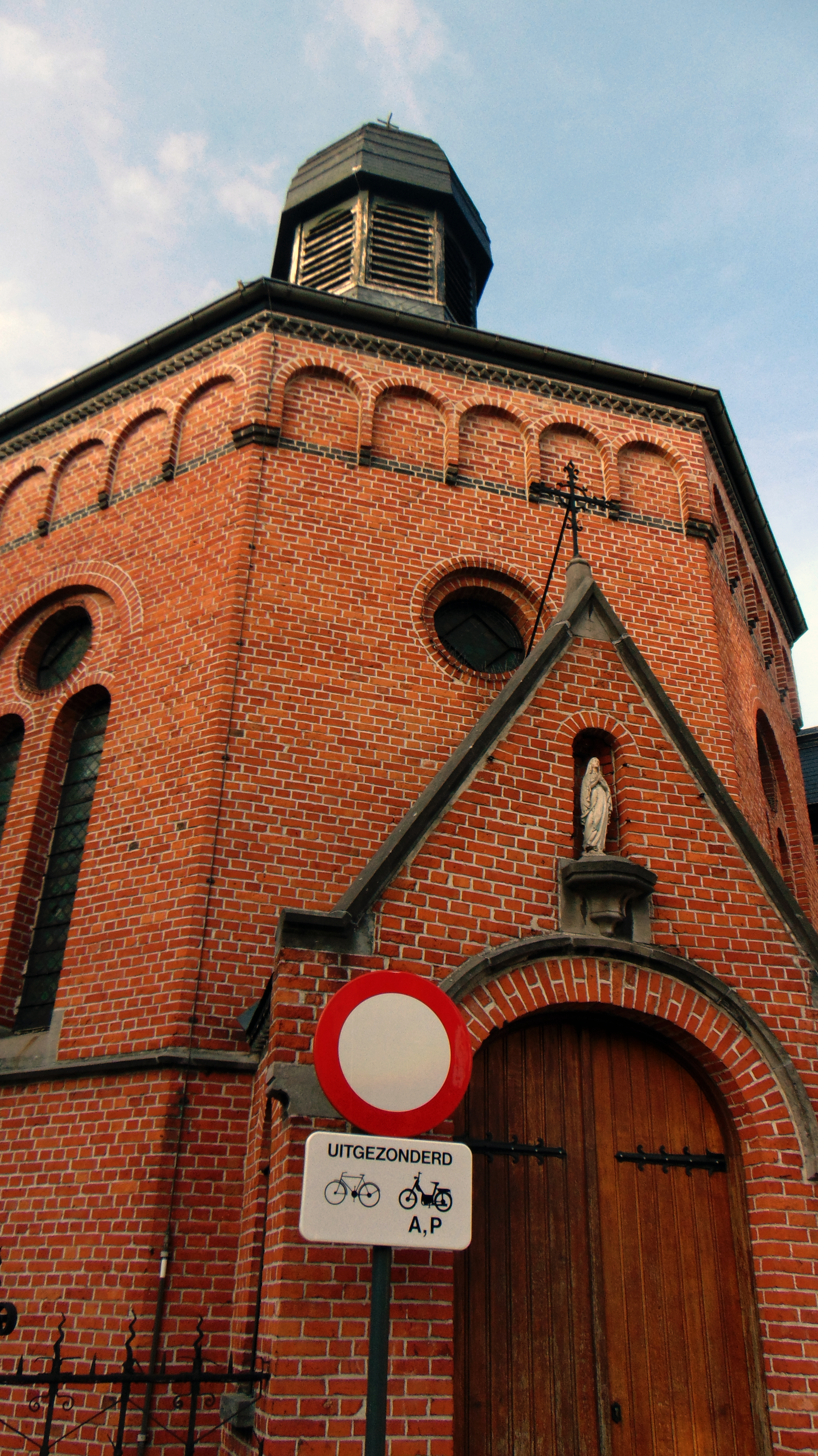
Oktober 2022
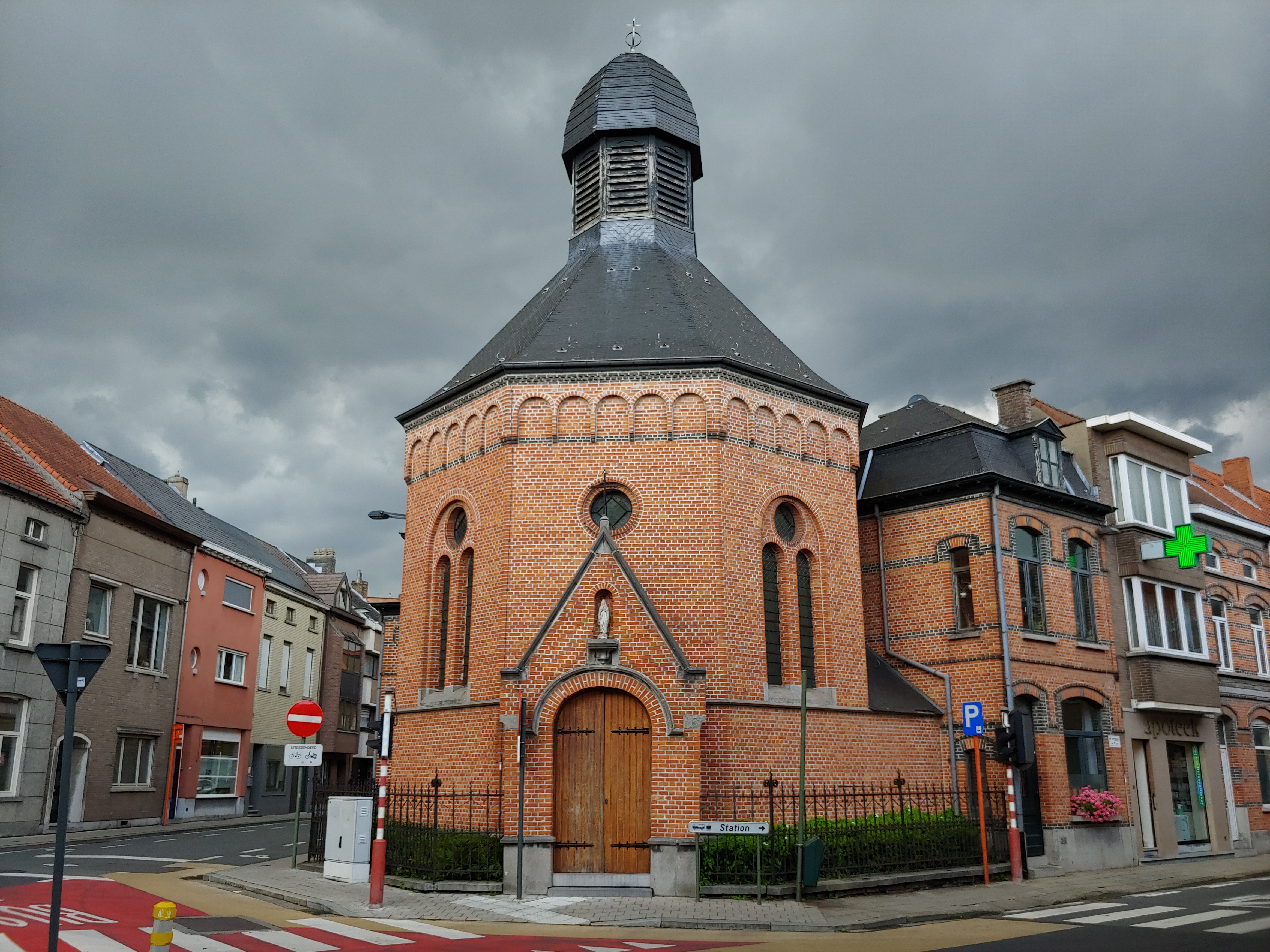
De kapel op 24 juli 2023.
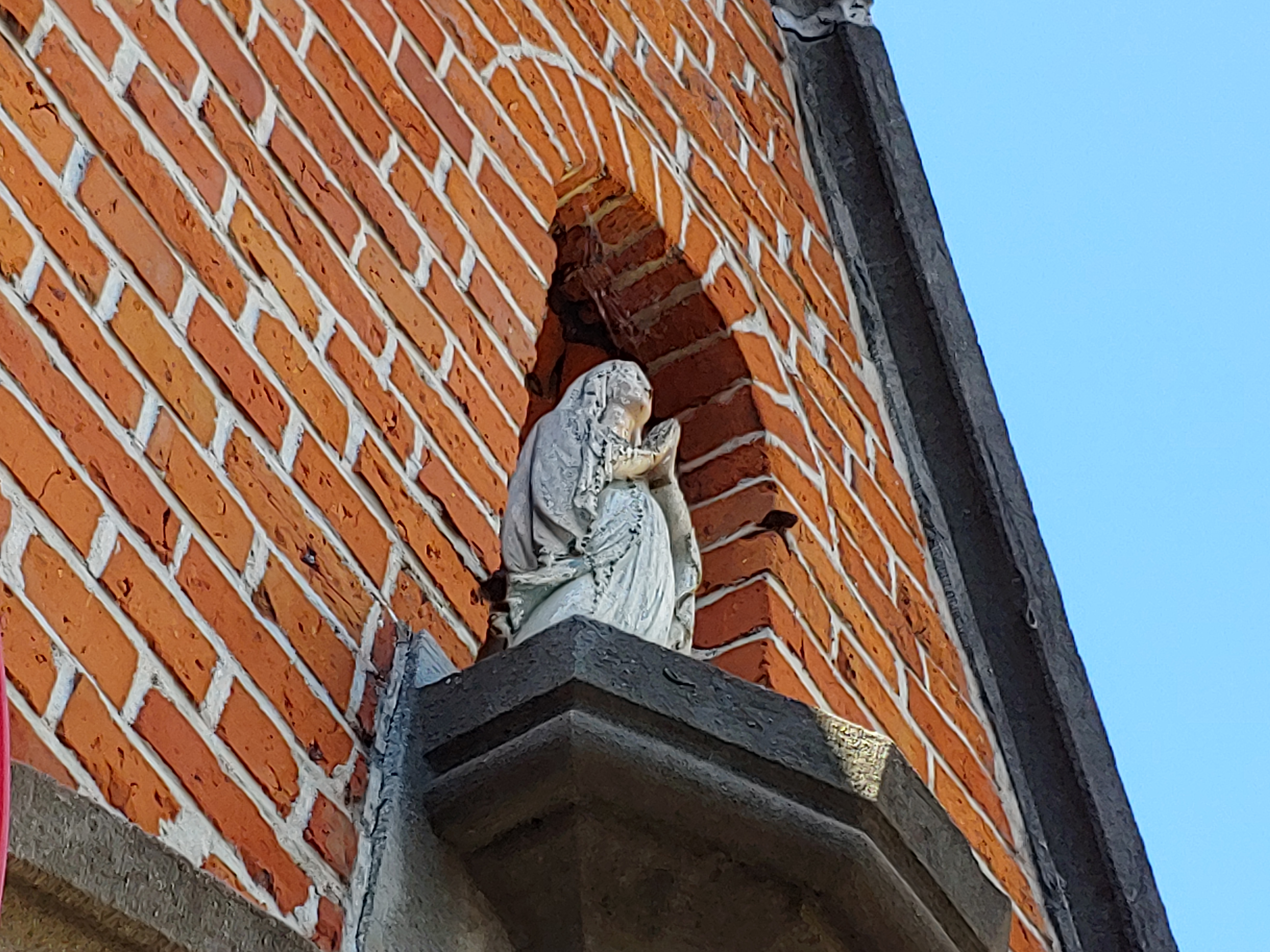
Een detail van Onze Lieve Vrouw boven de kapeldeur.
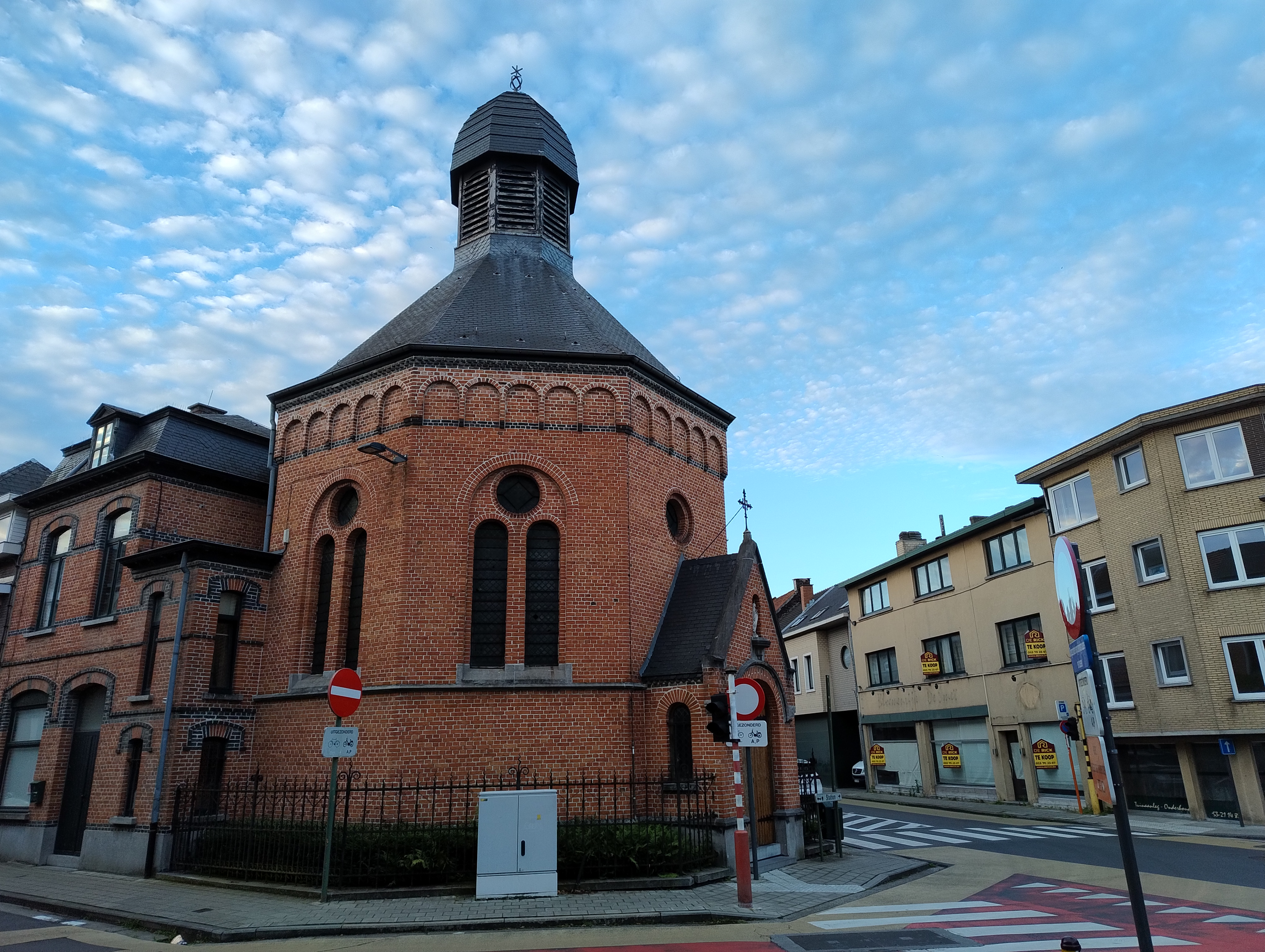
De kapel in 2024

## De binnenkant van de kapel

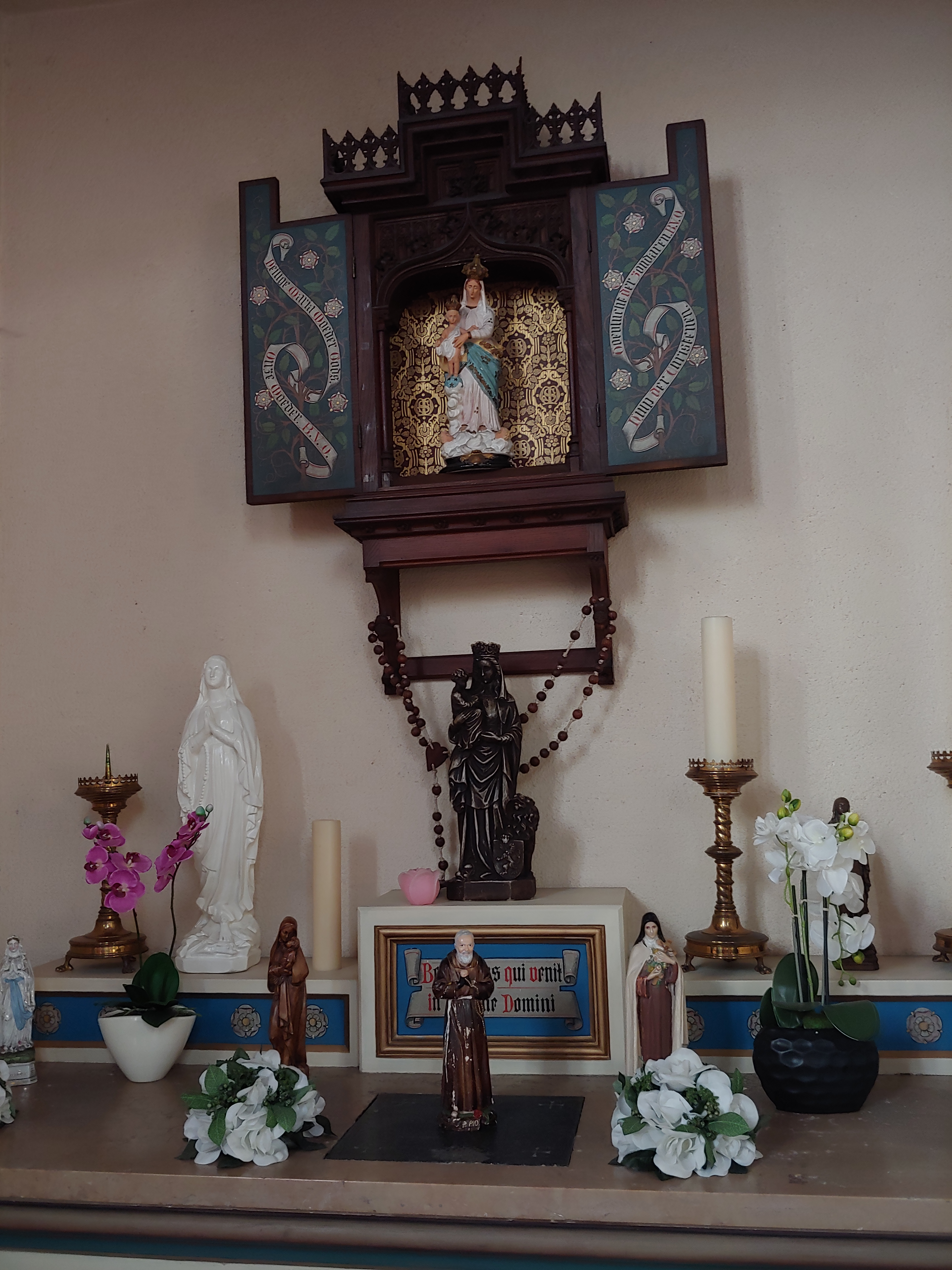
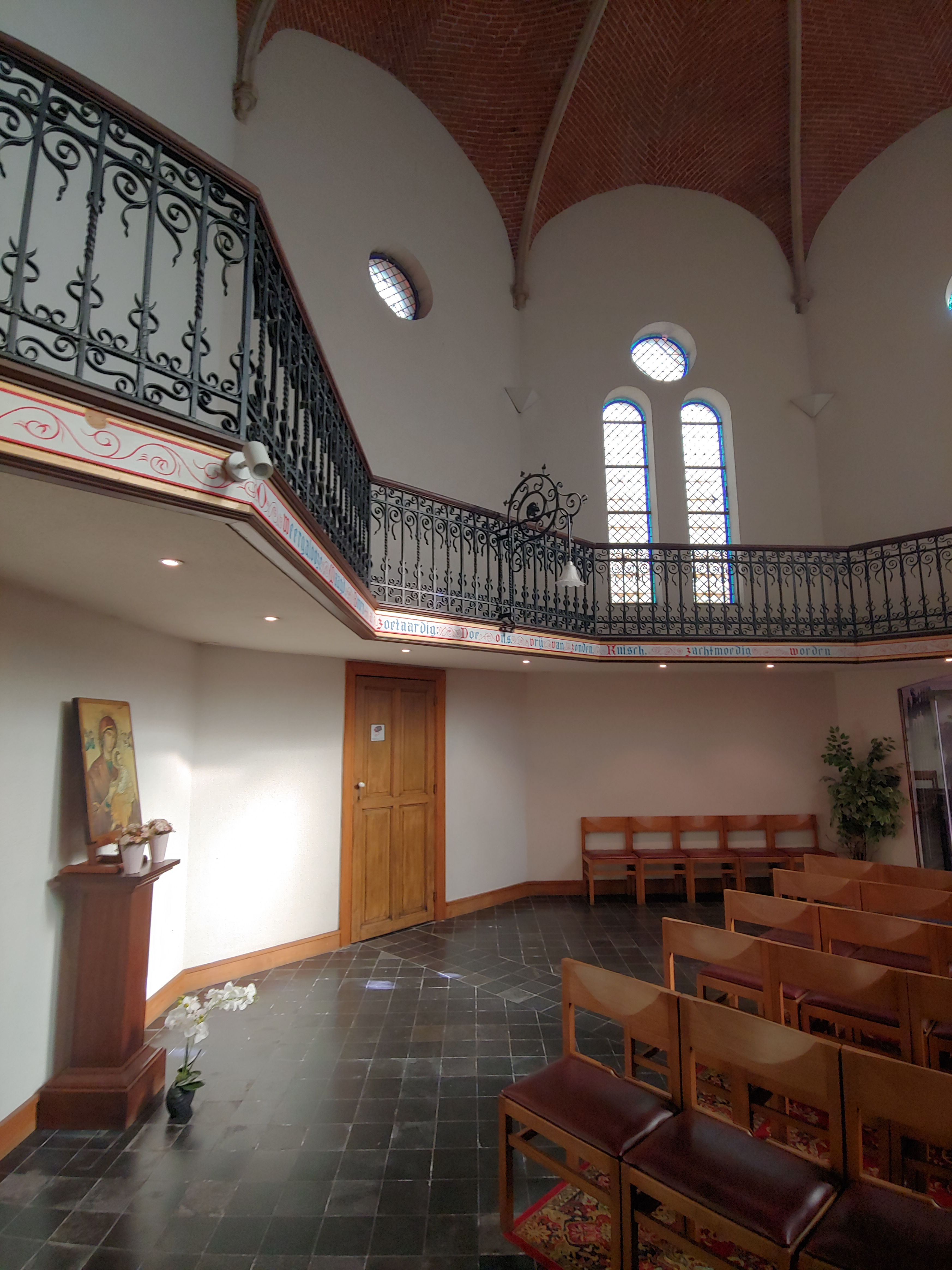
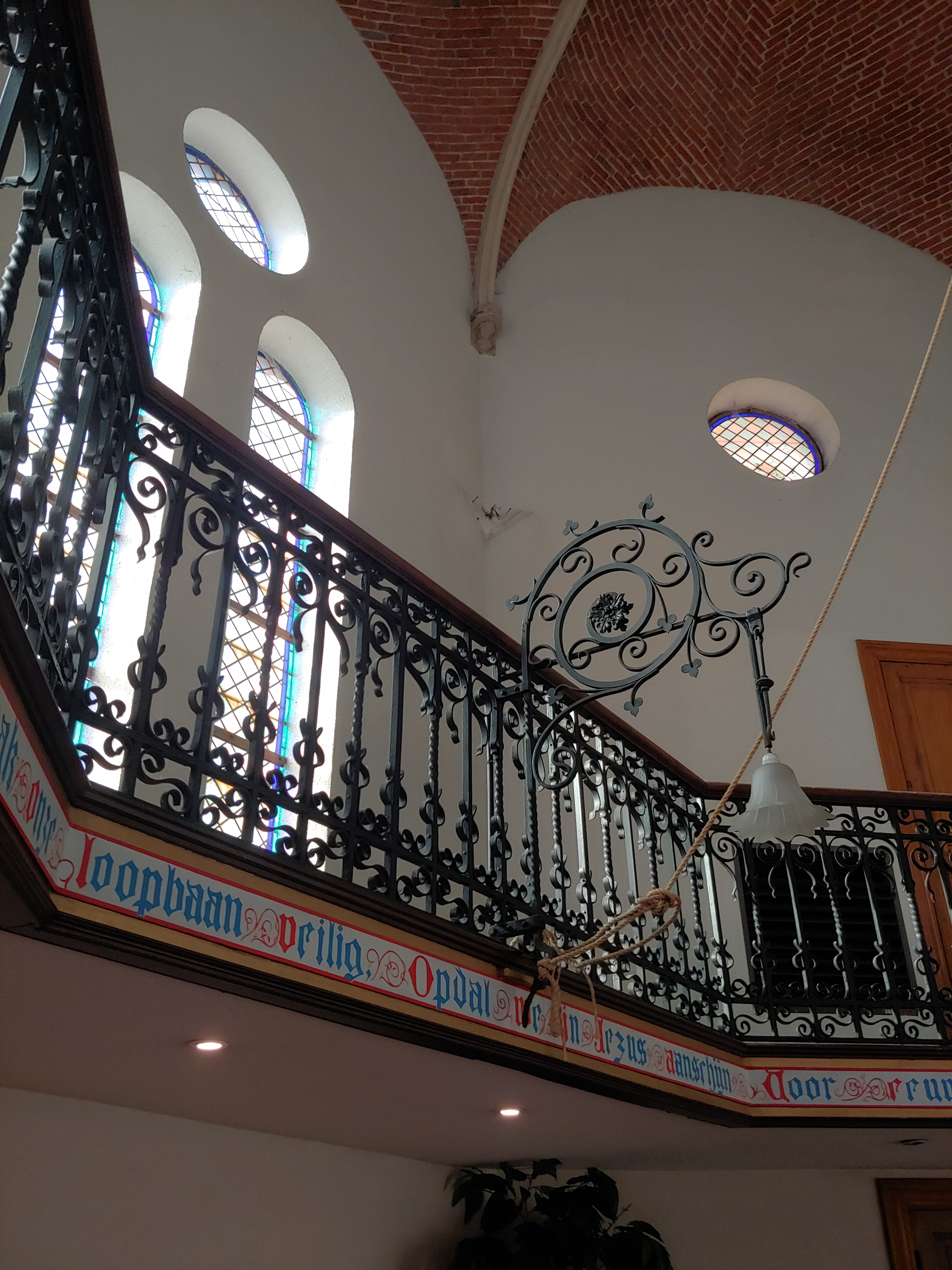
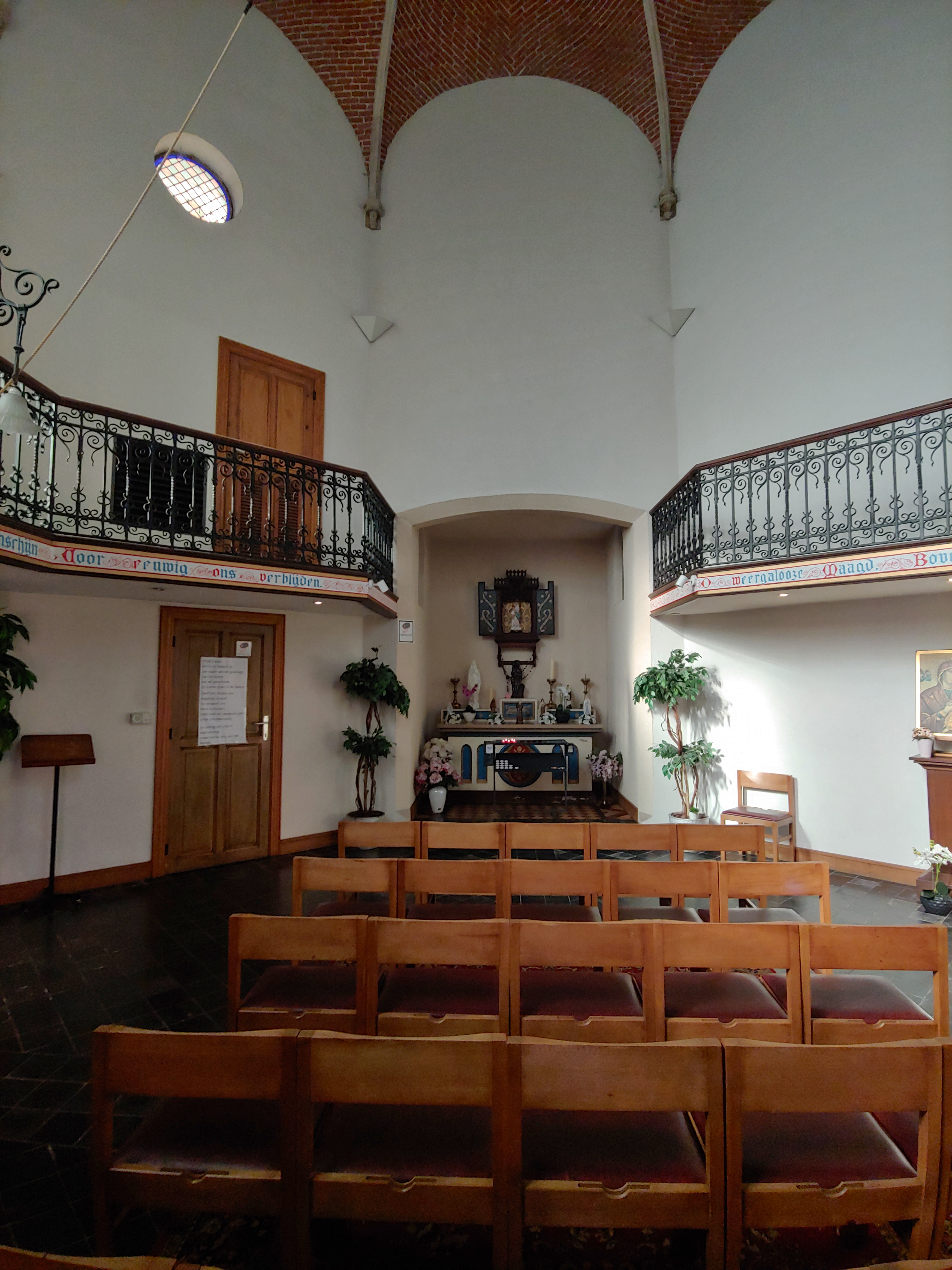
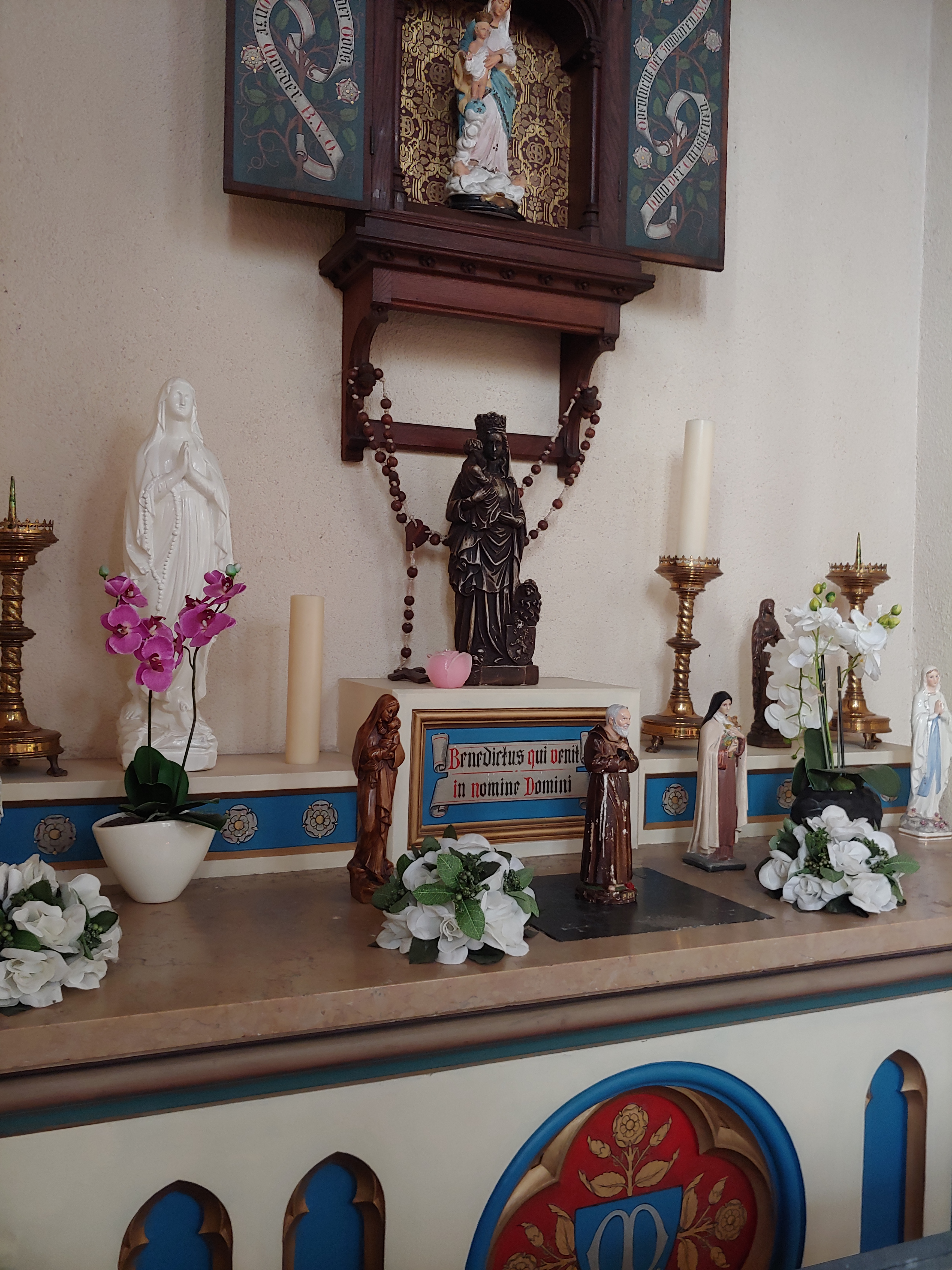
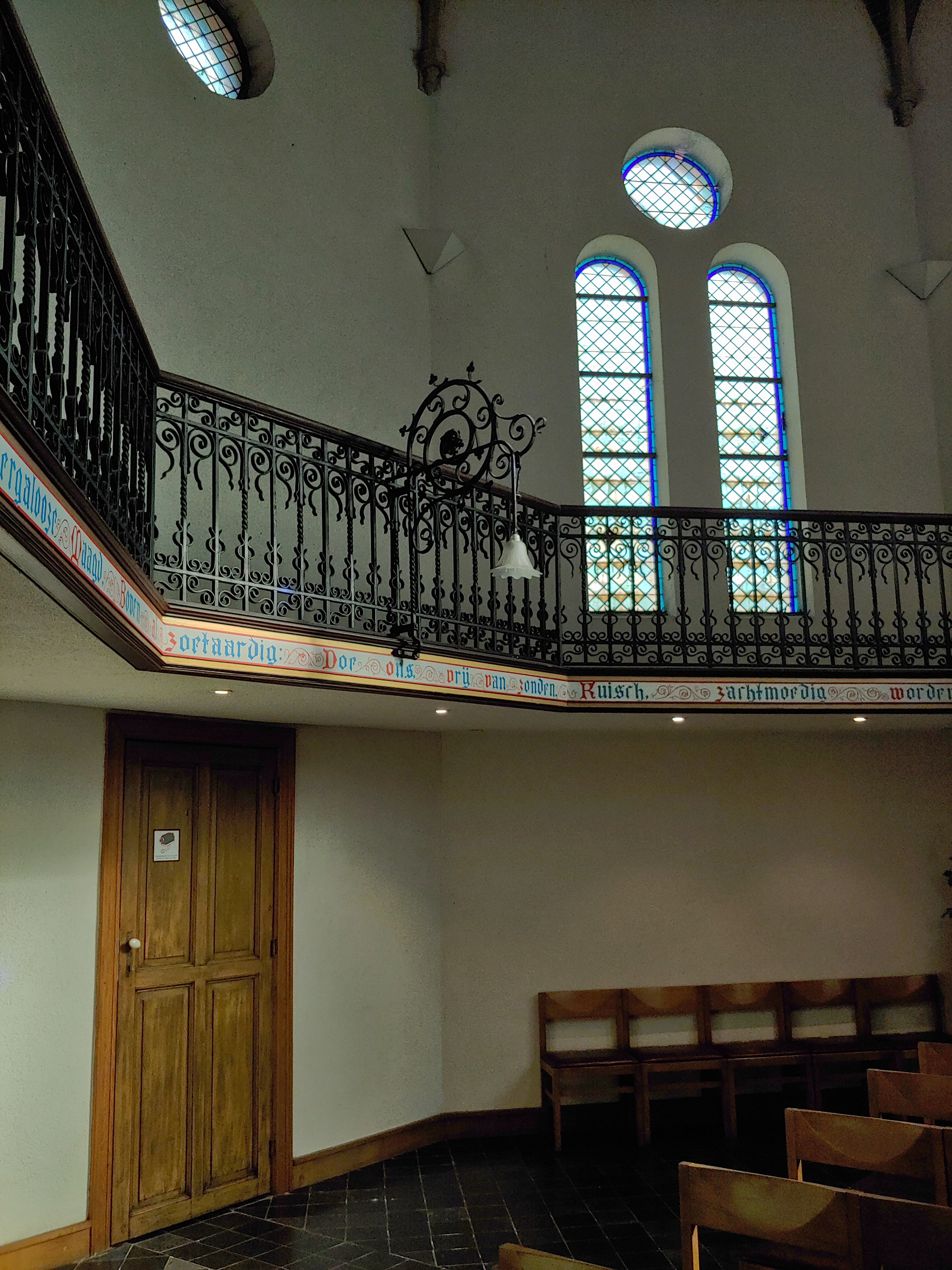